# Município de Washington (condado de Auglaize, Ohio)
O município de Washington (em inglês: Washington Township) é um município localizado no condado de Auglaize no estado estadounidense de Ohio. No ano de 2010 tinha uma população de 1.874 habitantes e uma densidade populacional de 23,29 pessoas por km².

## Geografia
O município de Washington encontra-se localizado nas coordenadas 40° 31′ 11″ N, 84° 16′ 47″ O. Segundo a Departamento do Censo dos Estados Unidos, o município tem uma superfície total de 80.47 km², da qual 80,45 km² correspondem a terra firme e (0,01 %) 0,01 km² é água.

## Demografia
Segundo o censo de 2010, tinha 1.874 habitantes residindo no município de Washington. A densidade populacional era de 23,29 hab./km². Dos 1.874 habitantes, o município de Washington estava composto pelo 98,29 % brancos, o 0,11 % eram afroamericanos, o 0,43 % eram amerindios, o 0,11 % eram asiáticos, o 0,37 % eram de outras raças e o 0,69 % eram de uma mistura de raças. Do total da população o 1,07 % eram hispanos ou latinos de qualquer raça.